# Serie animate televisive degli anni 2010
Questa è la lista delle serie animate televisive trasmesse sulle reti televisive di tutto il mondo dal 2010 fino ad oggi. La lista per comodità è stata suddivisa per singoli anni data l'eccessiva lunghezza. Questa lista include anche le serie di cortometraggi come The Bugs Bunny Show.
| Anni                                          |
| --------------------------------------------- |
| Lista delle serie animate televisive del 2010 |
| Lista delle serie animate televisive del 2011 |
| Lista delle serie animate televisive del 2012 |
| Lista delle serie animate televisive del 2013 |
| Lista delle serie animate televisive del 2014 |
| Lista delle serie animate televisive del 2015 |
| Lista delle serie animate televisive del 2016 |
| Lista delle serie animate televisive del 2017 |
| Lista delle serie animate televisive del 2018 |
| Lista delle serie animate televisive del 2019 |
| Lista delle serie animate televisive del 2020 |